# 10cc
10cc est un groupe britannique de pop rock, originaire de Manchester, créé au début des années 1970 et composé à l'origine de Graham Gouldman, Eric Stewart, Kevin Godley et Lol Creme. Leur titre le plus connu est I'm Not in Love, sorti en 1975. Ils sont également à l'origine des chansons Rubber Bullets, Silly Love, Wall Street Shuffle et Dreadlock Holiday.

## Histoire
10cc est fondé en 1972 par Graham Gouldman (guitare, basse, chant), Eric Stewart (guitare, claviers, chant), Lawrence « Lol » Creme (guitare, claviers, chant), et Kevin Michael Godley (batterie, chant). Les quatre membres écrivent, composent, chantent, produisent et jouent de plusieurs instruments. Le nom du groupe provient d'un rêve fait par Jonathan King, manager de UK Records, première maison de disques du groupe.
Godley et Creme quittent le groupe en 1976. Gouldman et Stewart poursuivent sous le nom de 10cc avec divers musiciens, notamment le batteur Paul Burgess et le guitariste Rick Fenn. Le groupe se sépare une première fois en 1983. Le quatuor original se reforme en 1992 pour l'album …Meanwhile.

## Discographie

### Albums studio
- 1973 : 10cc
- 1974 : Sheet Music
- 1975 : The Original Soundtrack
- 1976 : How Dare You!
- 1977 : Deceptive Bends
- 1978 : Bloody Tourists
- 1980 : Look Hear?
- 1981 : Ten Out of 10
- 1983 : Windows in the Jungle
- 1992 : …Meanwhile
- 1995 : Mirror Mirror (en)

### Compilations et albums live
- 1977 : Live and Let Live (en)
- 1981 : 10cc in Concert
- 1993 : 10cc Alive (nl) (album double, concert live au Japon en 1993)
- 1996 : King Biscuit Flower Hour (concert live aux États-Unis en 1975)
- 2000 : Live
- 2002 : Alive: The Classic Hits Tour
- 2024 : 20 Years: 1972-1992